# Yungasspett
Yungasspett (Veniliornis frontalis) är en fågel i familjen hackspettar inom ordningen hackspettartade fåglar.

## Utseende och läte
Yungasspetten är en liten och grönaktig hackspett. Hanen har röd hjässa, honan gråaktig med ljusa fläckar. Den skiljer sig från mycket liknande sparvspetten på ljusa örontäckare och de ljusa pannfläckarna. Den tenderar också att vara mindre ljudlig och inte lika flocklevande. Lätet är ett snabbt "squit!" som avges enstaka eller i snabb följd.

## Utbredning och systematik
Fågelns utbredningsområde är i fuktiga områden i Anderna i södra Bolivia och nordvästra Argentina. Den behandlas som monotypisk, det vill säga att den inte delas in i några underarter.

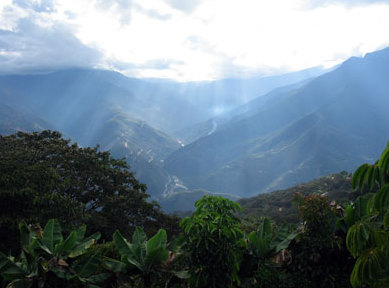
Fågeln är endemisk för växtzonen Yungas på Andernas östsluttning.

### Släktestillhörighet
Arten placeras traditionellt i släktet Veniliornis. DNA-studier visar dock att övervägande amerikanska hackspettar som tidigare förts till Picoides står närmare Venilliornis än typarten i släktet, tretåig hackspett. Olika auktoriteter behandlar dessa resultat på varierande sätt, där dessa hackspettar oftast lyfts ut i de mindre släktena Dryobates och Leuconotopicus, som successivt är Veniliornis-arternas närmaste släktingar. Tongivande Clements et al har istället valt att inkludera alla i ett expanderat Dryobates.

## Status och hot
Arten har ett stort utbredningsområde, men tros minska i antal, dock inte tillräckligt kraftigt för att den ska betraktas som hotad. Internationella naturvårdsunionen IUCN listar arten som livskraftig (LC).